# Episodi de Il tocco di un angelo (quinta stagione)
La quinta stagione della serie televisiva Il tocco di un angelo, composta da 26 episodi, è stata trasmessa negli Stati Uniti sul canale CBS dal 20 settembre 1998 al 23 maggio 1999.
| nº | Titolo originale           | Titolo italiano            | Prima TV USA      | Prima TV Italia |
| -- | -------------------------- | -------------------------- | ----------------- | --------------- |
| 1  | Miles to Go Before I Sleep | La mia casa è lontana      | 20 settembre 1998 |                 |
| 2  | Vengeance Is Mine, Pt.1    | Il perdono                 | 28 settembre 1998 |                 |
| 3  | What Are Friends For?      | Amici per sempre           | 4 ottobre 1998    |                 |
| 4  | Only Connect               | Il mio migliore amico      | 11 ottobre 1998   |                 |
| 5  | The Lady of the Lake       | La signora del lago        | 18 ottobre 1998   |                 |
| 6  | Beautiful Dreamer          | Il sognatore               | 25 ottobre 1998   |                 |
| 7  | I Do                       | Il matrimonio              | 1º novembre 1998  |                 |
| 8  | The Wind Beneath My Wings  | Un legame profondo         | 8 novembre 1998   |                 |
| 9  | Psalm 151                  | Gli ultimi desideri        | 15 novembre 1998  |                 |
| 10 | The Peacemaker             | Portatore di pace          | 22 novembre 1998  |                 |
| 11 | An Angel on the Roof       | Un angelo sul tetto        | 13 dicembre 1998  |                 |
| 12 | Fool For Love              | Un folle amore             | 3 gennaio 1999    |                 |
| 13 | The Medium and the Message | Il sogno nel cassetto      | 10 gennaio 1999   |                 |
| 14 | My Brother's Keeper        | I due sciatori             | 7 febbraio 1999   |                 |
| 15 | On Edge                    | Una tradizione di famiglia | 14 febbraio 1999  |                 |
| 16 | The Man Upstairs           | Il contratto               | 21 febbraio 1999  |                 |
| 17 | Family Business            | Il ritorno di Buddy        | 28 febbraio 1999  |                 |
| 18 | The Anatomy Lesson         | Il salvataggio di Jamie    | 7 marzo 1999      |                 |
| 19 | Jagged Edges               | Recuperare il passato      | 28 marzo 1999     |                 |
| 20 | Into the Fire              | Il sentiero dorato         | 4 aprile 1999     |                 |
| 21 | Made in the U.S.A.         | Una buona azione           | 11 aprile 1999    |                 |
| 22 | Full Circle                | Davide e Golia             | 25 aprile 1999    |                 |
| 23 | Black Like Monica          | L'angelo nero              | 2 maggio 1999     |                 |
| 24 | Fighting the Good Fight    | Un incontro da vincere     | 9 maggio 1999     |                 |
| 25 | Hearts                     | L'amica del cuore          | 16 maggio 1999    |                 |
| 26 | Godspeed                   | Messaggio nello spazio     | 23 maggio 1999    |                 |